# تنگه هرمز
تنگهٔ هرمز یک تنگه استراتژیک و مهم است که خلیج فارس را به دریای عمان متصل می‌کند و در باریک‌ترین نقطه خود حدود ۲۱ مایل  (۳۹ کیلومتر) عرض دارد. این تنگه از شمال به ایران و از جنوب به امارات متحده عربی و عمان محدود می‌شود و به عنوان یک گذرگاه حیاتی برای حمل و نقل نفت جهانی عمل می‌کند، به طوری که حدود ۲۰ درصد از عرضه نفت جهان از این تنگه عبور می‌کند. این موضوع تنگه هرمز را برای امنیت انرژی جهانی حیاتی می‌سازد، زیرا هرگونه اختلال در این مسیر می‌تواند منجر به نوسانات قابل توجهی در قیمت نفت و تأثیر بر اقتصاد جهانی شود.
تاریخچه تنگه هرمز نشان‌دهنده تنش‌های ژئوپولیتیکی است، به ویژه بین ایران و کشورهای غربی، به‌ویژه ایالات متحده. ایران کنترل این تنگه را به عهده گرفته و از توانایی‌های دریایی خود برای تهدید مسیرهای کشتیرانی استفاده کرده و گاهی اوقات کشتی‌های خارجی را توقیف می‌کند. در پاسخ، ایالات متحده یک ائتلاف دریایی برای تضمین امنیت دریانوردی تشکیل داده است که این موضوع تنش‌ها را بیشتر کرده، زیرا ایران این حضور را به عنوان یک تحریک می‌بیند.
این تنگه همچنین برای عملیات نظامی اهمیت دارد و نیروی دریایی ایالات متحده به طور منظم عملیات آزادی ناوبری را برای به چالش کشیدن کنترل ایران انجام می‌دهد. نگرانی‌های زیست‌محیطی، مانند خطر نشت نفت، لایه‌ای دیگر از پیچیدگی را به وجود می‌آورد، زیرا این خطرات می‌توانند به اکوسیستم‌های دریایی و اقتصاد کشورهای اطراف که به ماهی‌گیری و گردشگری وابسته‌اند، آسیب برسانند.
تنگه هرمز یک گلوگاه دریایی حیاتی است که تأثیرات عمیقی بر امنیت انرژی جهانی و ثبات ژئوپولیتیکی دارد. اهمیت استراتژیک آن نیازمند گفت‌وگو و همکاری مداوم بین کشورها برای تضمین ناوبری ایمن و ثبات منطقه‌ای است، به ویژه در شرایطی که تقاضای انرژی جهانی همچنان در حال تحول است.

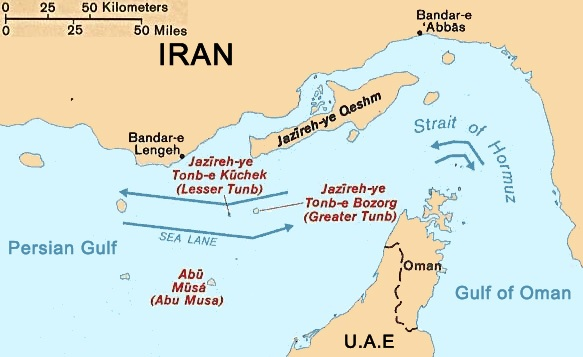
نقشهٔ تنگهٔ هرمز

## وجه تسمیه

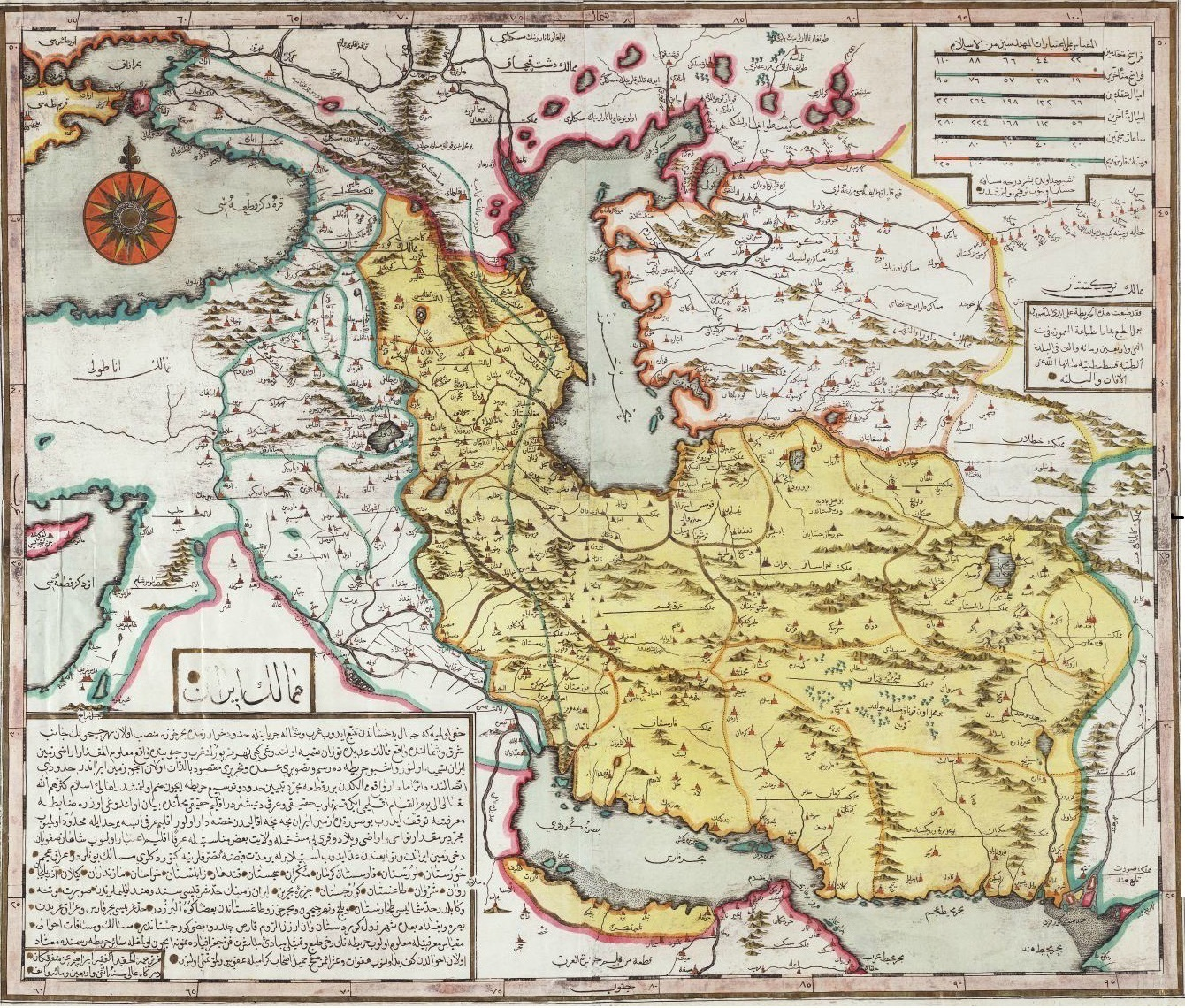
موقعیت تنگه هرمز در نقشه ایران از دید امپراتوری عثمانی (۱۷۲۹ میلادی)

برخی علت نام‌گذاری تنگه هرمز را به جزیره هرمز نسبت می‌دهند که در ورودی تنگه قرار دارد. بر پایه نظریه دیگر، این منطقه، زمانی مرکز مهم فرمانروایان ساسانی بود که هرمز نامیده می‌شدند. هرمز نام پنج پادشاه این دودمان نیز بود. نام‌گذاری این تنگه به زمان ایفرا هرمز نسبت داده شده‌است.
شباهت ظاهری تلفظ امروزی هرمز با نام اهورامزدا سبب شده در میان عوام ارتباطی میان این دو نام تصور شود.
بنا به برخی منابع تاریخی وجه تسمیه نام هرمز در قدیم «هورموغ» بوده‌است. مغ در گویش بومی استان هرمزگان به معنای نخل است.
از سویی این واژه می‌تواند از ترکیب هور+موغ (موغستان) به معنی آبراهه موغستان ساخته شده باشد.

## تاریخچه
بر پایه کتیبه‌های سنگی در روی کوهپایه‌های قده در منطقه خصب و روستای غمضا در استان بخاء در عمان، سومریان در هزاره سوم پیش از میلاد از این تنگه عبور کرده‌اند. در سال ۱۹۹۳ نیز یک سکه باستانی سده سوم پیش از میلاد با نقش اسکندر مقدونی هم در منطقه مدحاء در عمان پیدا شد.
در سده شانزدهم میلادی تنگه هرمز اهمیت ویژه‌ای در شکل‌دادن به شبکه مسیرهای دریایی داشت؛ زیرا خروجی خلیج فارس به جهان خارج و دروازه ورود به اقیانوس هند، غرب آسیا، و منطقه خاور نزدیک باستان بود.

## مشخصات جغرافیایی

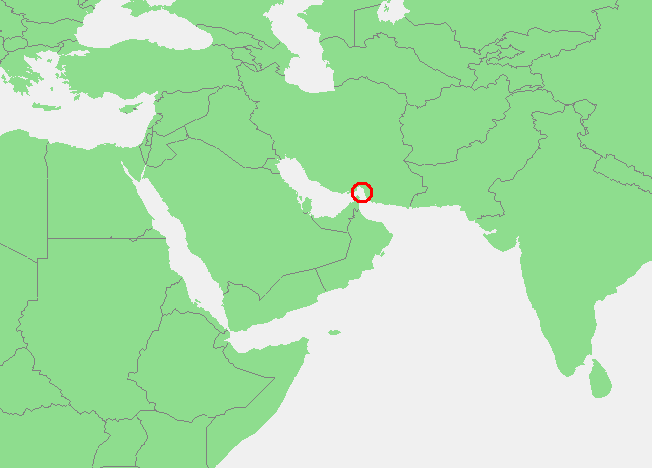
نقشه جغرافیایی تنگهٔ هرمز

طول این آبراه ۱۵۸ تا ۱۶۷ کیلومتر و عرض آن از بندرعباس تا رأس مسندم در عمان بین ۵۶ تا ۸۷ (۳۹ تا ۹۶) کیلومتر است. ژرفای تنگه هرمز از خلیج فارس بیشتر است. شیب تند کف آن از قسمت شمال به جنوب متغیر است. به طوری که نزدیکی جزیره لارک در حدود ۳۶ متر و در ساحل جنوبی و در نزدیکی شبه‌جزیره مسندم به بیش از ۱۰۰ متر می‌رسد. در حالی که حداکثر عمق آب در خلیج فارس ۹۰ متر است. قوس آن، رو به شمال و به طرف درون فلات ایران قرار دارد و در نتیجه بیشترین خط ساحلی آن در راستای کرانه‌های ایران قرار گرفته است.

## اهمیت جغرافی-سیاسی

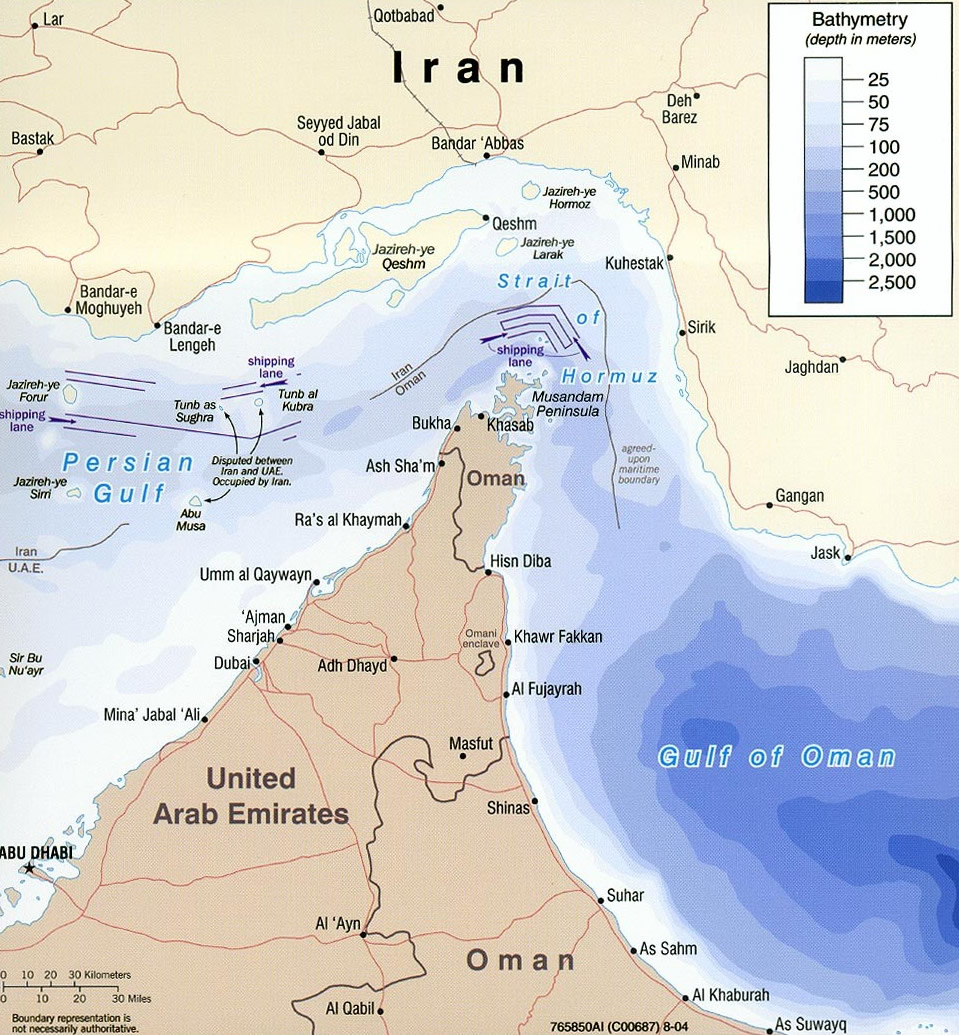
نقشه خطوط کشتی‌رانی تنگهٔ هرمز

این تنگه در طول تاریخ شاهد منازعات بین‌المللی بسیار میان پادشاهان ایران همچون نادرشاه و شاه عباس بزرگ و محمدرضا شاه پهلوی و نظام جمهوری اسلامی ایران با بیگانگان همچون اسپانیایی‌ها، پرتغالی‌ها، بریتانیایی‌ها و آمریکایی‌ها بوده است.
تنگه هرمز دومین تنگه بین‌المللی پر رفت‌وآمد جهان است. هر روز حدود ۱۶٫۵ تا ۱۷ میلیون بشکه نفت خام (برآورد ۲۰۰۶) در این تنگه جابجا می‌شود که معادل ۴۰ درصد کل نفت حمل شده توسط کشتی‌های نفت‌کش و نزدیک به ۲۵ درصد کل عرضه جهانی نفت است. حدود ۶۸ درصد ذخایر شناخته‌شده نفت و گاز طبیعی جهان در خلیج فارس قرار دارد. امنیت تنگه هرمز نقش کلیدی در تأمین بی‌وقفه انرژی در جهان دارد. بیشتر این نفت به بازارهای آسیا، ایالات متحده، و اروپای غربی می‌رود و ۷۵ درصد نفت خام ژاپن از این مسیر وارد می‌شود. بیشتر صادرات نفت خام در مسیرهای بسیار طولانی از طریق نفت‌کش‌های بسیار بزرگ انجام می‌شود که توانایی حمل بیش از دو میلیون بشکه در هر سفر دارند.
جمهوری اسلامی در موارد متعددی در پاسخ به اعمال تحریم‌های آمریکا و غرب علیه ایران، تهدید به بستن تنگه هرمز کرده است. بر اساس یک سناریو این کار از طریق مین‌گذاری سطح دریا و سپس استفاده از موشک‌های ضدکشتی کروز و زیردریایی‌های کوچک برای اختلال در عملیات مین‌روبی انجام می‌شود.
بیشتر طرح‌های تفکیک رفت‌وآمد کشتی‌ها در تنگه هرمز در طرف عمانی تنگه قرار گرفته است.

## نظام حقوقی تنگه هرمز
باریک‌ترین بخش تنگه هرمز ۲۱ مایل دریایی (۳۹ کیلومتر) عرض دارد. این بخش به دو قسمت تقسیم می‌شود. از ساحل ایران تا ۱۰٫۵ مایل جزء آب‌های سرزمینی ایران بوده، و ۱۰٫۵ مایل باقی‌مانده جزء آب‌های سرزمینی عمان محسوب می‌شود. همه کشتی‌های عبوری باید از آب‌های سرزمینی ایران یا عمان عبور کنند.
در مورد وضعیت حقوقی تنگه هرمز هیچگونه معاهده خاصی بین ایران و عمان وجود ندارد. در نتیجه با استنباط از مفهوم مخالف بند ج ماده ۳۵ کنوانسیون ملل متحد درباره حقوق دریاها این تنگه تابع مقررات عهدنامه یادشده است. بر اساس این کنوانسیون، کشتی‌های کشورهای عضو می‌توانند در شرایط صلح در صورت بی‌ضرر بودنِ رفت‌وآمد، از آب‌های سرزمینی یکدیگر عبور کنند. ایران و ایالات متحده کنوانسیون را تصویب نکرده‌اند اما ایالات متحده قوانین ناوبری سنتی را که در این کنوانسیون انعکاس یافته، می‌پذیرد.
ایران در امضای کنوانسیون ملل متحد درباره حقوق دریاها این بند را اضافه کرده که حق عبور کشتی‌ها را فقط در مورد کشورهایی به رسمیت خواهد شناخت که این کنوانسیون را امضا کرده‌اند و در مورد کشورهای دیگر، مانند ایالات متحده که عضو این کنوانسیون نیست، کنوانسیون قبلی ۱۹۵۸ ژنو را معتبر می‌داند. بر اساس کنوانسیون ملل متحد در مورد حقوق دریاها و کنوانسیون قبلی ۱۹۵۸ ژنو، هرگونه متوقف کردن بی‌دلیل کشتی‌ها ممنوع است. ایران اعلام کرده که «حق دارد از کشتی‌های جنگی بخواهد که پیش از عبور از آب‌های سرزمینی‌اش برای گذرگاه بی‌ضرر، مجوز قبلی دریافت کنند.»
در مورد عبور بی‌ضرر از تنگه‌های مورد استفاده کشتیرانی بین‌المللی، اختلافی در تفسیر حقوق دولت ساحلی و حقوق دولت‌های صاحب پرچم کشتی‌های عبوری تجاری یا نظامی وجود ندارد. بر این اساس دولت‌های ساحلی، صاحب منطقه خود در داخل تنگه هستند و می‌توانند در آنجا هرگونه بهره‌برداری انجام بدهند ولی حق تعلیق عبور دیگران و ایجاد مزاحمت برای اعمال حق عبور بی‌ضرر توسط آنها را ندارند.

## جزایر
در تنگه هرمز چهار جزیره ایرانی هرمز، قشم، لارک و هنگام قرار دارند.